# Fehérfarkú elmínia
A fehérfarkú elmínia (Elminia albicauda) a madarak osztályának verébalakúak (Passeriformes) rendjébe és a Stenostiridae családba tartozó faj.
A magyar név forrással nincs megerősítve.

## Előfordulása
Angola, Burundi, a Kongói Demokratikus Köztársaság, Malawi, Mozambik, Ruanda, Tanzánia, Uganda és Zambia területén honos, szubtrópusi vagy trópusi száraz és nedves alföldi erdőkben, száraz szavannán.
|  |